# Cuilapa
Cuilapa, Santa Rosa Cuilapa – miasto w południowej Gwatemali. Jest stolicą departamentu Santa Rosa. Jest geograficznym środkiem Ameryki.